# Ulrich Ensingen
Ulrich Ensingen, oppure Ulrich von Ensinger o Ensinger (Oberensingen, 1359 – Strasburgo, 10 febbraio 1419), è stato un architetto tedesco.

## Biografia

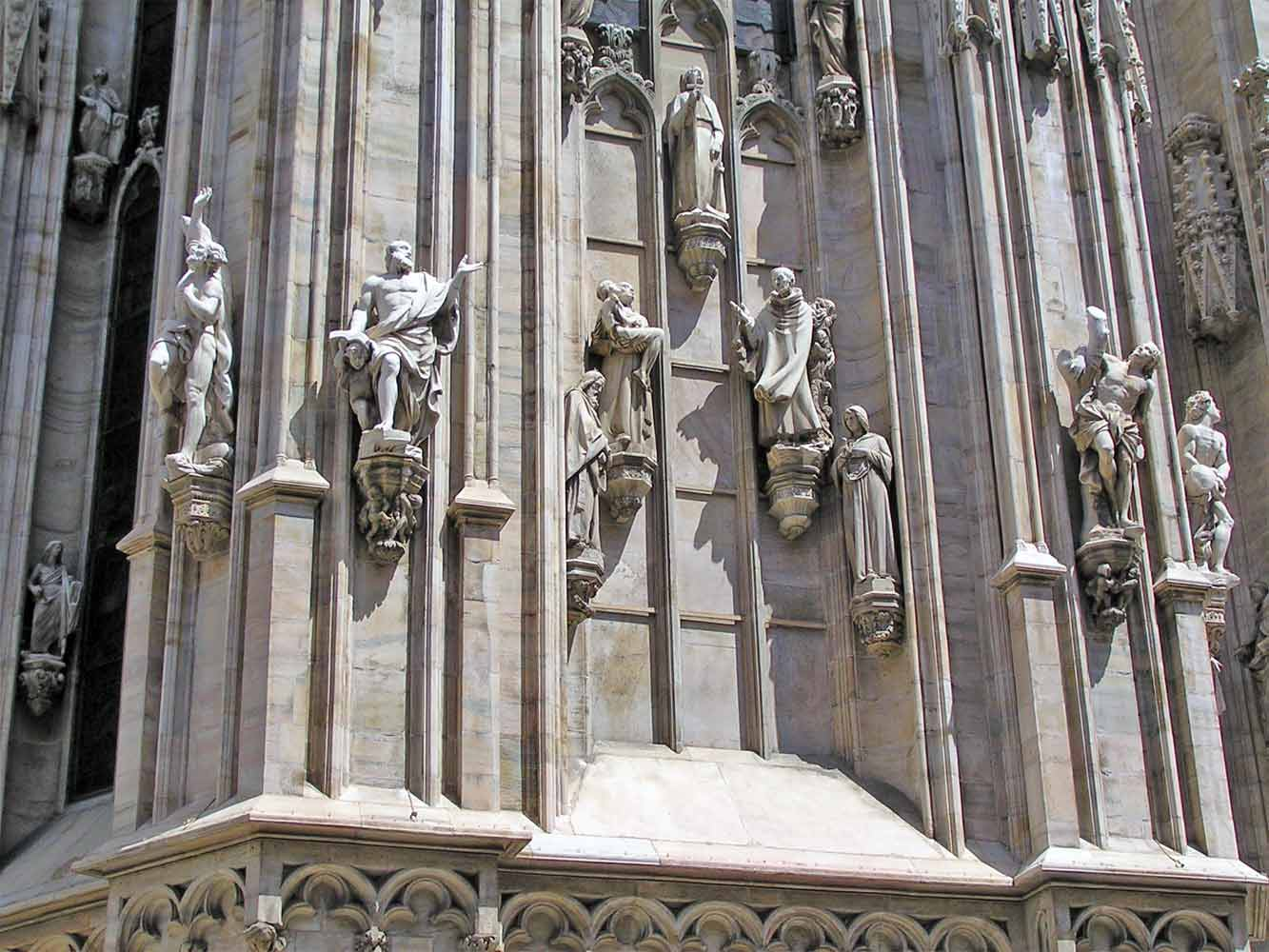
Particolare della facciata del Duomo di Milano

Ensingen si sposò con la figlia di Hans ed ebbero tre figli e due figlie; i tre figli seguirono le orme del padre fino a diventare maestri costruttori.
Dal 1392 al 1417 costruì il Duomo di Ulma, la sua opera più importante, dove continuò la navata, già iniziata, a metà altezza e cambiò la pianta dalla chiesa a sala originariamente progettata per la basilica. Il suo progetto realizzato come direttore dei lavori già dal 1392, per la torre della cattedrale è conservato nel Museo della città di Ulma. La fessura, larga 70,4 cm e 306,5 cm, composta da cinque foglie grandi e due piccole, è uno dei più importanti disegni di architettura gotica. L'impianto della chiesa, con la grandiosa torre in facciata e le due fiancheggianti il coro, si deve completamente al suo genio creativo.
Dal 1394 al 1395 Ensinger si recò presso la Veneranda Fabbrica del Duomo di Milano; tuttavia, a suo giudizio, non gli fu permessa una sufficiente libertà di intervento nelle strutture già iniziate per cui, malgrado l'offerta fattagli di progettare le finestre absidali ed i grandi capitelli, preferì tornarsene in Germania nel 1395.
Nel 1399 fu chiamato a Strasburgo, dove fece costruire la torre nord ottagonale sulla piattaforma della cattedrale di Strasburgo fino alla base dell'elmo; si distinse per l'inserimento di rinnovate forme gotiche sulla più arcaica struttura.
Dal 1400 fu anche il capomastro che progettò la torre della Frauenkirche di Esslingen e ne iniziò la costruzione.
Nel 1414 fornì il progetto per il Georgsturm della cattedrale di Basilea, e nel 1415 anche per la torre ovest del Duomo di Francoforte sul Meno.
Nessuna delle sue opere è stata completata durante la sua vita e quindi sono state proseguite dopo la sua morte.
La torre della cattedrale di Strasburgo, considerata "una delle più ingegnose costruzioni a torre del gotico", è considerata il suo capolavoro, sebbene non sia stata completata che dopo la sua morte. Ulrich von Ensingen è considerato l'inventore degli elmi da torre, che sono trafitti da una sorta di galleria panoramica o gorgiera, che, ad esempio, furono realizzati anche sulle torri della cattedrale di Burgos da Giovanni da Colonia.

## Opere
- Duomo di Ulma (1392-1417);
- Duomo di Milano (1394-1395);
- Cattedrale di Strasburgo (dal 1399);
- Cattedrale di Basilea (1414);
- Torre ovest del Duomo di Francoforte sul Meno (1415).